# Gaëtan Brulotte
Gaëtan Brulotte (Lévis, 1945) è uno scrittore, sceneggiatore, saggista, drammaturgo e critico d'arte canadese.
(Gaëtan Brulotte)
Gaëtan Brulotte ha studiato Lettere moderne presso l'Università di Laval e, sotto la direzione di Roland Barthes, presso l'École des Hautes Études en Sciences Sociales. Ha insegnato letteratura in Canada e negli Stati Uniti, dove è attualmente professore presso la University of South Florida. Divide il proprio tempo tra la Francia, il Canada e gli Stati Uniti. È autore di romanzi e racconti, autore teatrale e saggista. Tradotto in diverse lingue, è vincitore di numerosi premi letterari e le sue opere figurano in antologie e manuali di letteratura. Molte di esse sono state adattate per il cinema, la televisione e la radio. È inoltre autore di Oeuvres de chair. Figures du discours érotique, considerato dalla critica come il primo studio d'insieme sulla letteratura erotica, sino a quel momento ai margini della storia e dell'ambito accademico, e ha codiretto il vasto progetto della Encyclopedia of Erotic Literature, pubblicato in due volumi nel 2006 da Routledge.
Alla scrittura di Brulotte è stata dedicata un'importante monografia - Gaëtan Brulotte: une nouvelle écriture, New York, Mellen, 1992 – che ha vinto il Premio internazionale di studi francofoni.

## La critica
La critica ha situato l'insieme della sua pratica artistica nella tradizione di Anton Čechov, Franz Kafka, Samuel Beckett e Italo Calvino, mentre per la produzione saggistica ha evocato Jean-Pierre Richard e Roland Barthes: come è stato detto, “la sua scrittura si appoggia su un sistema rigoroso che ricorda l'apparato testuale di Aquin, di Ducharme, di Borges e di Calvino (Réjean Beaudoin, Autoportrait d'un écrivain dans le miroir in Fisher, Claudine, dir. Gaëtan Brulotte: Une Nouvelle Écriture. New York: Mellen Press, 1992.)
L'originalità della sua opera concerne principalmente lo sguardo distante e ironico sui comportamenti umani, dai più ordinari a quelli più marginali. La scrittura di Brulotte sconvolge i generi letterari, prendendo spesso forme di discorso della vita quotidiana per ridare loro forza e umanità.

## Carriera
Da una intervista con Pierrette Roy del giornale La Tribune del 15 gennaio 1983, si apprende che fin dall'età di 17 o 18 anni, allorché egli otteneva un primo premio provinciale organizzato dalla Fédération des Normaliens per un romanzo di 250 pagine scritto con un amico, Gaëtan Brulotte decide fermamente di fare della scrittura il senso della propria vita.
Fa carriera nell'insegnamento come professore di letteratura al Cégep di Trois-Rivières, a l'Université du Québec a Trois-Rivières e in alcune università americane e del Nuovo-Messico. Svolge ugualmente attività di giornalista come direttore della sezione dei libri e critico letterario presso il quotidiano Le Nouvelliste di Trois-Rivières. Nel 1983 lascia l'insegnamento e il giornalismo per dedicarsi esclusivamente alla scrittura. Alla domanda di Normand Desjardins, in Nos livres- Notre choix- marzo 1983, «Che cosa rappresenta scrivere?» dà la seguente risposta: «Scrivere è un modo di vivere... lo scrittore esplora il vissuto, parte alla ricerca di aspetti sconosciuti dell'uomo, va in esplorazione nel reale e irreale, gironzola nei sentieri della vita, bracca ciò che può, cattura gli istanti dell'esistenza, li racconta, li dice, li soppesa, li fa delirare, li rigira in tutti i sensi, li scruta in dettaglio. La sua riflessione si esercita sull'umano... nel migliore dei casi, lo scrittore è uno che può fare avanzare la coscienza umana, far guadagnare tempo e perfino aprire altre vie alla civilizzazione.» 
Pubblica il suo primo romanzo L'Emprise nel 1979 e ottiene il premio Robert-Cliche volto a incoraggiare la rinascita del romanzo del Québec. Poi, ha pubblicato in riviste numerose novelle di cui alcune sono apparse in due raccolte: Le Surveillant, per la quale ha ottenuto il premio Adrienne-Choquette nel 1981 e Ce qui nous tient, pubblicata 1988, con la quale ha ottenuto il premio letterario di Trois-Rivières nel 1989 e ha raggiunto la finale al Goncourt de La Nouvelle. Nel 1987, con tre altri scrittori pubblica Plages che contiene quattro novelle la cui azione si svolge su una spiaggia. Alla domanda di Achmy Halley apparsa sul giornale La Presse domenica 18 gennaio 1998, «Perché scrive novelle?» Gaëtan Brulotte risponde: «Amo l'audacia e la libertà creative che la novella permette. Nel romanzo, si favorisce di più il senso, la conoscenza del reale e il registro del piacere. Nella novella si tende di più all'effetto immediato del discorso sull'interlocutore e si è piuttosto dalla parte dell'atto, nel campo del linguaggio come godimento. L'uno riposa sul mito di Tristano, in cui il desiderio vive ostacoli e rinvii; l'altra sul mito di Don Juan e la realizzazione non differita del desiderio. Il romanzo è il genere rassicurante dell'appuntamento, la novella quello degli incontri folgoranti.»

## Opere

### Letteratura
- 1979 L'Emprise (Doppia esposizione), Montréal, Editions de l'Homme. Premio Robert-Cliche 1979 (Canada); nomina per il premio France-Canada & France-Québec (Francia); riadattamento per la televisione a cura di Michel Poulette e dell'autore, Montréal, Productions Nuit blanche, 1981.
- 1982 Le Surveillant, Montréal, Les Quinze. Premio Adrienne-Choquette 1981 (Canada); premio France-Québec 1983 (Francia); finalista al Premio General Governor of Canada 1982 (Canada).
- 1988 Ce qui nous tient, Montréal, Leméac. Premio letterario Gérald-Godin 1989 (Canada); finalista al premio Goncourt sezione racconti brevi 1989 (Francia).
- 1999 Epreuves, Montréal, Leméac.
- 2002 La Vie de biais, Montréal, Trait d'Union.

### Teatro
- 2001 Le Client, Carnières, Lansman. Primo premio al XIth Dramatic Radio-Drama Contest of Radio-Canada, 1983. Nomina al premio Paul-Gilson, Europa, 1983. Adattamento teatrale dell'autore, 1996. Selezione 1996 per Journées d'auteurs, Théâtre des Célestins, Lione, Francia. Selezione 1997 di Entr'actes, Paris. Ministry of Culture, Playwright grant, 1998, Parigi, Francia.

### Saggistica
- 1981 Ecrivains de la Mauricie, Trois-Rivières, Editions du Bien Public.
- 1988 Les Cahiers de Limentinus. Lectures fin de siècle, Montréal, XYZ.
- 1988 Oeuvres de chair. Figures du discours érotique, Laval, Presses de l'Université Laval – Paris, L'Harmattan, 1998. Finalista al premio Victor-Barbeau for Essays, Québec.
- 1996 L'Univers de Jean Paul Lemieux, Montréal, Fides.
- 2003 La Chambre des lucidités, Trois-Pistoles, Editions Trois-Pistoles.
- 2006 Encyclopedia of Erotic Literature, New York, Routledge.
- 2007 La Nouvelle québécoise contemporaine, Montréal, HMH.

## Premi letterari
- 1979 - Premio Robert-Cliche, L'emprise (Doppia esposizione)
- 1981 - Prix littéraire Adrienne-Choquette, Le surveillant
- 1982 - Prix littéraires Radio-Canada
- 1983 - Prix Jean-Hamelin, Le surveillant